# 봉산중학교
봉산중학교(鳳山中學校)는 대한민국 광주광역시 광산구 산월동에 위치한 공립 중학교이다.

## 학교 연혁
- 2004년 3월 1일 : 봉산중학교 설립인가
- 2004년 3월 1일 : 제1대 김인규 교장 취임
- 2023년 9월 1일 : 제8대 김용환 교장 취임
- 2025년 1월 9일 : 제19회 졸업식(7학급 171명, 총 4,633명)
- 2025년 3월 4일 : 제22회 신입생 입학(7학급 173명)

## 참고 자료
- 봉산중학교 - 한국교육학술정보원 학교알리미